# Carlos Augusto Ferraz de Abreu
Carlos Augusto Ferraz de Abreu (Rio de Janeiro, 2 de fevereiro de 1834 — Rio de Janeiro, 21 de outubro de 1872) foi um advogado e político brasileiro.
Formado em direito pela Faculdade de Direito do Recife, em 1856.
Foi juiz de direito nas províncias de Pernambuco, Espírito Santo e Paraná.
Foi 1º vice-presidente da província do Paraná, assumindo a presidência interina por duas vezes, de 17 de agosto a 31 de outubro de 1867, e de 5 de maio a 14 de setembro de 1868. Presidiu a província de Santa Catarina, nomeado por carta imperial de 24 de outubro de 1868, assumindo o cargo em 11 de janeiro de 1869. Exonerado por decreto de 28 de julho de 1869, entregou o cargo ao vice-presidente Joaquim Xavier Neves em 11 de agosto de 1869, tendo este permanecido interinamente no cargo até 22 de novembro do mesmo ano, passando o cargo a Manuel do Nascimento da Fonseca Galvão, que completou o mandato em 3 de janeiro de 1870.